# Primelin
Primelin é uma comuna francesa na região administrativa da Bretanha, no departamento Finisterra. Estende-se por uma área de 8,7 km². Em 2010 a comuna tinha 696 habitantes (densidade: 80 hab./km²).